# Salea
Salea (Sàlia in ligure) è una frazione di circa 600 abitanti del comune di Albenga, in provincia di Savona, situata a circa 6 km dal centro abitato ingauno in un lembo di pianura che va verso le colline. Confina con le altre frazioni albenganesi di Campochiesa e di Leca, e con il comune di Cisano sul Neva.
Salea rientra nell'insieme dei centri abitati della pianura albenganese che vengono denominati "borghi" e "ville" dall'antico comune di Albenga. Tra questi centri resta tra i più caratteristici per l'aver mantenuto quasi intatta la sua struttura a nuclei sparsi. Infatti i gruppi di case posti lungo la strada o in aree isolate sono ancora ben identificabili e mantengono gli antichi nomi derivati dalla posizione o dal cognome delle famiglie che vi abitavano
Salea e anche nota per essere stata anticamente zona in cui venivano estratte le pietre per la costruzione delle mole per i mulini
Un'antica consuetudine prevedeva che i rappresentanti della caritas dei calzolai e dei conciatori di pelli di Albenga il giorno della festa patronale portassero in segno di devozione quattro ceri da tenere accesi in occasione delle celebrazioni
Da un censimento del XVII secolo Salea contava 25 fuochi domestici (famiglie). Il 25 luglio 1798 di fronte a Giobatta Saggi, commissario della giurisdizione del Centa, si costituisce la municipalità di Salea e Campochiesa con 524 cittadini.

## Monumenti e luoghi d'interesse

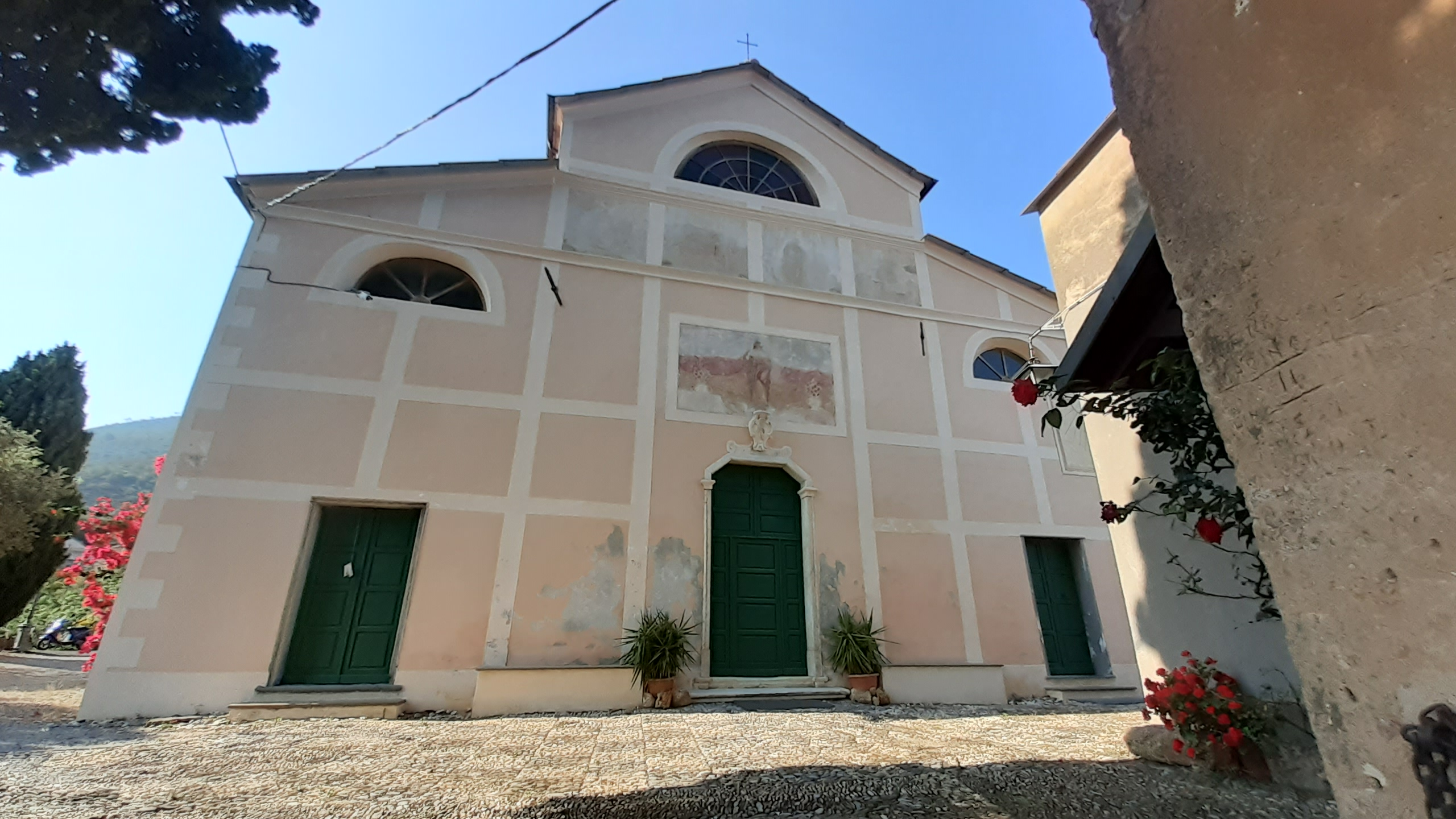
La facciata della parrocchiale

### Architetture religiose e civili
- Chiesa parrocchiale dei Santi Giacomo il Maggiore è gia citata in un documento del 1236. L'11 aprile 1515 riceve l'autorizzazione ad erigere il battistero con una concessione del vicario generale che la obbliga alle solite ricognizioni alla cattedrale di Albenga. La si riedifica una prima volta e ampliandola nel 1622, costruendo anche un campanile, solo nel 1636 vi si celebrerà la prima messa.
- Oratorio dei Santi Filippo e Giacomo il Minore. Cappella che negl'anni ha subito molteplici trasformazione. Nell'estate 2023 una campagna di restauro della Sopraintendenza ha portato alla luce una parete affrescata con una crocifissione (in fase di certificazione dell'autore) dei primi anni del 1500 che era stata coperta alla fine del 1585 dopo la riforma del Concilio di Trento, sono ancora coperti con pittura gli altri due muri ma tramite saggi si intuisce altri affreschi tutti da scoprire.
- Sono presenti inoltre un deposito di munizioni in Regione Uliveto Terraconiglio ed un poligono militare TSN in Regione Cave (dismesso da anni).

## Cultura

### Eventi
- Festa patronale di san Giacomo Maggiore, l'ultima domenica di luglio.
- Festa dei santi Cosma e Damiano, l'ultima domenica di settembre.
- Sagralea: rassegna del vino pigato e degli altri vini di qualità della Riviera Ligure di Ponente di solito a fine agosto; questo evento è incluso nella "Strada del Vino e dell'Olio"."[1], una fiera di produttori, in special modo vinicoli.
- Festa del 1 Maggio, nata dalla festa religiosa dell'Oratorio, sagra con degustazione dei prodotti tipici del periodo, ubicata nella zona di regione Terraconiglio
- Castagnalea. terza domenica del mese di Ottobre. Castagnata e sagra.